# Damocrito
Damocrito (in greco antico: Δαμόκριτος?, Damòkritos, in latino Damocritus; Calidone, metà del III secolo a.C. – Roma, 191 a.C.) è stato un militare greco antico.

## Biografia
Damocrito divenne stratego della lega etolica nel 200 a.C. e subito si oppose ai negoziati per una possibile alleanza colla Repubblica romana, forse perché corrotto dal regno di Macedonia.
L'anno seguente fu tra gli ambasciatori dei vari stati greci che andarono a Roma.
Nel 193 a.C. fu mandato contro Nabide, il tiranno di Sparta, per convincerlo a far guerra ai Romani.
L'anno dopo, quando Tito Quinzio Flaminino venne in Etolia per tentare un'ultima volta di convincerli a passare dalla parte di Roma, Damocrito non solo si oppose a lui, sostenuto da gran parte dei concittadini, ma ebbe anche l'ardire di insultarlo, dicendo che avrebbe potuto dirimere tutte le controversie sulle rive del Tevere.
Le cose, però, andarono diversamente: scoppiata la guerra, nel 191 a.C. gli Etoli furono sconfitti dai Romani ad Eraclea Trachinia, presso il monte Eta, e Damocrito stesso cadde nelle mani dei Romani. Damocrito e gli altri comandanti etoli, condotti a Roma da due coorti, furono rinchiusi nelle latomie; Damocrito fuggì di lì una notte pochi giorni prima del trionfo ma, capendo di non poter sfuggire alle guardie che lo stavano inseguendo, si suicidò.